# Rodelle
Rodelle é uma comuna francesa na região administrativa de Occitânia, no departamento de Aveyron. Estende-se por uma área de 53,43 km². Em 2010 a comuna tinha 1 100 habitantes (densidade: 20,6 hab./km²).